# Coryphaenoides spinulosus
Coryphaenoides spinulosus es una especie de pez de la familia Macrouridae en el orden de los Gadiformes.

## Hábitat
Es un pez de aguas profundas que vive hasta 1248 m de profundidad.

## Distribución geográfica
Se encuentra en el mar de Bering.